# Xã Clark, Quận Logan, Arkansas
Xã Clark (tiếng Anh: Clark Township) là một xã thuộc quận Logan, tiểu bang Arkansas, Hoa Kỳ. Năm 2010, dân số của xã này là 1.261 người.